# Soziale Randgruppe
Soziale Randgruppe (Schweizerisch auch: Randständige) ist eine Bezeichnung für sehr verschiedene jeweils als nicht integriert geltende Bevölkerungsteile innerhalb der Gesellschaft. Grundlage dieser Bezeichnung ist eine Vorstellung von Gesellschaft, die gekennzeichnet ist durch die beiden Annahmen eines (einigermaßen) einheitlichen und gut funktionierenden „Innen“ einerseits, und nicht integrierter oder integrierbarer „Außenseiter“ andererseits. Bezugspunkt für die Frage nach der „Integration“ kann dabei entweder die Teilhabe am gesellschaftlichen Reichtum (Eigentum und Einkommen) oder die Übereinstimmung in Bezug auf herrschende soziale Normen und Gesetze sein; auch Überschneidungen hinsichtlich dieser beiden Ausgangspunkte sind möglich.
Die ausschließlich personen- und defizitorientierte Bezeichnung „Asoziale“, die in diesem Zusammenhang umgangssprachlich verwendet wird, stammt aus dem 19. Jahrhundert und wurde in der Zeit des Nationalsozialismus als Ausschlusskategorie und als solche auch als Häftlings-Kategorie in Konzentrationslagern verwendet (siehe unten).

## Beschreibung
Zu sozialen Randgruppen zählen daher zunächst Gruppen von Menschen mit besonderen Belastungen, die in ihrer Situation nicht (mehr) in der Lage sind, für ihren Lebensunterhalt selbst zu sorgen. Dies trifft bspw. auf Menschen zu, die aufgrund fehlenden Eigentums auf Lohnarbeit angewiesen sind, diese aber wegen Diskriminierung, wegen ihrer Behinderung, ihrer Kinder, ihres Alters, ihrer Herkunft oder ihrer Krankheit nicht ausführen können. In diese Kategorie fallen auch Menschen, die im Alltagsdiskurs als „nicht normal“ bzw. sozial deviant gelten, also z. B. Obdachlose, entlassene Strafgefangene oder Drogenabhängige. Hier trifft in vielen Fällen das Kriterium „mangelnde Partizipation am gesellschaftlichen Reichtum“ zu.
Ethnischen, religiösen oder sonstigen kulturellen Minderheiten weist die Mehrheitsgesellschaft ebenfalls Merkmale und Stigmata sozialer Randgruppen zu, wenn sie als nicht in das vorherrschende soziale und kulturelle Gefüge eingegliedert gelten und an der mehrheitsgesellschaftlichen Peripherie verortet werden. Dies galt in der Vergangenheit z. B. für die polnische Minderheit in Deutschland und gilt heute z. B. in Bezug auf die muslimische Minderheit. Dass Mitglieder mancher ethnischer Minderheiten regelmäßig auch eher schlechter bezahlte Arbeiten mit niedrigem Status ausführen, verweist wiederum auf das erstgenannte Kriterium.
Mitglieder sozialer Randgruppen werden häufiger Opfer von Diffamierungen und Diskriminierungen. Diese reichen von Benachteiligungen in vielen Bereichen der Gesellschaft über das Lächerlichmachen durch „Witze“ und über Beschimpfungen bis hin zu Meideverhalten und schließlich massiven körperlichen Angriffen. Verbale Herabstufungen können auch in guter Absicht ausgesprochen werden, wenn beim Gebrauch einer Etikettierung die real vorhandenen Stigmata, die mit ihr einhergehen, weggeblendet werden wie z. B. bei den mehrheitsgesellschaftlichen Etiketten „Knasti“, „Asi“ oder „Zigeuner“.
Stets geht von Angehörigen randständiger Berufsgruppen oder Minderheiten seit jeher eine von der demografischen Relevanz unabhängige Faszination aus (vgl. die „Zigeunerromantik“, Fahrendes Volk).

## Beispiele
Als soziale Randgruppen gelten demnach:
- Marginalisierte gesellschaftliche Gruppen, die aus rassistischen Gründen als „Unberührbare“ aus dem Gesellschaftssystem ausgeschlossen sind, wie etwa die Dalit in Indien
- Menschen, die aufgrund ihrer Abstammung aus einer verachteten Schicht diskriminiert werden, wie etwa die Buraku in Japan
- Stadtstreicher („Berber“). Am Beginn einer „Berber“karriere steht oft Obdachlosigkeit, die zustande kommt, nachdem die Wohnungsmiete nicht mehr bezahlt werden konnte. Ursachen hierfür können beispielsweise sein: Konkurs, Überschuldung und fehlende Arbeitslosenunterstützung bei Selbständigen oder Freiberuflern, die Konkurs gegangen sind. Hinzu kommen meistens Belastungen, mit denen die Betroffenen nicht aus eigener Kraft fertigwerden. Als weitere Ursachen, aber oft auch als Folgen, kommen beispielsweise in Frage: lang andauernde Arbeitslosigkeit, Scheidung oder Trennung vom Partner, Abhängigkeit von Alkohol und illegalen Drogen, nicht vollzogene Resozialisierung nach Gefängnisaufenthalt, psychische Probleme. Obdachlose, die ein gewisses Bedürfnis nach ihrer eigenen Subkultur und Zusammengehörigkeit aufbringen, finden in Deutschland bisweilen zu inoffiziellen Wohnformen, die aber oftmals nicht geduldet werden. Nicht als obdachlos, sondern als selbstbestimmte Lebensform zu bezeichnen sind die vor Jahren polizeilich geräumte East Side City in Berlin, zwischen Spree und East Side Gallery, wo in teilweise schrottreifen Fahrzeugen gewohnt wurde, oder die Bambulisten in Hamburg. In den USA werden Obdachlose, die als blinde Passagiere in Güterzügen durchs Land reisen, Hobos genannt.
- Als Trebegänger oder Straßenkinder werden Kinder und Jugendliche bezeichnet, die aus ihrem Elternhaus oder aus Heimen weggelaufen sind und ohne festen Wohnsitz leben. Sie finden sich oft in Großstädten wieder, in denen „etwas los ist“. Sie sind besonderen Risiken ausgesetzt und praktizieren aus Gründen der Bedürftigkeit in vielen Fällen Prostitution, Drogenhandel und diverse Formen der Kleinkriminalität.
- Psychisch Kranke[1] finden nur schwer einen Zugang zu Berufsausbildung und Erwerbstätigkeit. Je nach Krankheitsbild gelten sie als unzuverlässig und werden daher gemieden. Diese Personengruppe ist daher in der Folge häufig auf die Unterstützung durch öffentliche Gelder angewiesen. Zusätzlich erschweren ihnen Probleme im Umgang mit anderen Menschen – Isolation, Ängste und Orientierungsschwierigkeiten – die Integration.
- Drogenabhängige gelten als die soziale Randgruppe schlechthin. Das Bild des am Straßenrand liegenden „Junkies“ ist in der Öffentlichkeit meist assoziiert mit Charakterschwäche, Faulheit, Disziplinlosigkeit, öffentlicher Gefahr, Unmoral, Kriminalität. Unter den Drogenkonsumenten findet sich aber ebenso ein größerer Anteil, der nicht auffällt, weil er gut integriert ist und die betroffenen Personen über einen gut bezahlten Arbeitsplatz verfügen.
- Ehemalige Strafgefangene werden von der Gesellschaft ebenfalls mit Misstrauen und Ablehnung betrachtet. Eine Planung der Resozialisierung nach Haftentlassung findet meistens nicht oder nur unzureichend statt. Sie haben kaum eine Chance, einen Arbeitsplatz oder eine Wohnung zu bekommen, wenn sie einen Gefängnisaufenthalt nicht verschweigen. Vor allem über eine längere Zeit Inhaftierte besitzen oft keine sozialen Kontakte mehr und sind häufig nicht in der Lage, ihr Leben außerhalb einer Institution allein zu gestalten. Die Zahl der Rückfälle ist enorm hoch, der Rückgriff auf alte Bekanntschaften und Überlebensstrategien im kriminellen Umfeld liegt angesichts der vielen Hindernisse nahe.
- Ethnisch und zugleich sozial marginalisierte Gruppen wie die verschiedenen Subgruppen der Roma
- Noch „reisende“ oder inzwischen in sozialen Brennpunkten niedergelassene Nachfahren der in Dauermigration lebenden „alten“ mehrheitsgesellschaftlichen Armut. So die in den Niederlanden so bezeichneten woonwagenbewoners, im deutsch- bzw. französischsprachigen Raum Jenische und Yéniches, in den skandinavischen Ländern „Reisendes Volk“ (schwedisch „resandefolket“[2], womit allerdings eine heterogene ethnisch-soziale Gruppe von nicht nur, aber vor allem skandinavischen Roma gemeint ist) oder die irischen Pavee. Gruppen wie diese sind in der Mehrheitsbevölkerung Misstrauen und dem pauschalen Vorwurf der „Asozialität“ ausgesetzt, im Fall von ethnisch fremd empfundenen Gruppen wie den Roma oft auch ethnisch motivierter Fremdenfeindlichkeit und Rassismus. Das nicht selten über Generationen hinweg verfestigte Leben im sozialen Brennpunkt oder auf der Grundlage einer nicht ortsfest ausgeübten Nischenökonomie (Schrotteln, Hausieren, Scherenschleifen) und unzureichende strukturelle Maßnahmen bewirken in der Folge Benachteiligungen u. a. im Wohnungs-, Bildungs- und Fürsorgewesen.

Die Zugehörigkeiten zu den Gruppen können sich überschneiden mit der Folge einer Mehrfachstigmatisierung.

## Hilfe und Selbsthilfe
In westlichen Ländern gibt es ein Netz von professionell oder ehrenamtlich organisierten Hilfen für soziale Randgruppen. Sozialarbeiter und Sozialpädagogen, die mit Randgruppen arbeiten, sind überwiegend bei den Wohlfahrtsverbänden und sozialen Einrichtungen beschäftigt, oder arbeiten als Streetworker bei den Kommunen. Darüber hinaus gibt es ehrenamtlich organisierte Selbsthilfegruppen, Freundschafts- und Hilfevereine für bestimmte Zielgruppen und karitative Initiativen von allem im kirchlichen Umfeld. Im Zuge der Einsparungen in den öffentlichen Haushalten werden vor allem auch Mittel für die Randgruppenarbeit gestrichen.
Angehörige sozialer Randgruppen befinden sich oft in absoluter Mittellosigkeit und müssen phantasievolle Methoden entwickeln, um sich dennoch zu ernähren. Gemäß deutschem Lebensmittelrecht sind Supermärkte verpflichtet, Lebensmittel nach Ablauf des Mindesthaltbarkeitsdatums zu entsorgen, jedoch sind diese Lebensmittel unmittelbar danach in der Regel noch genießbar. Darauf beruht das amerikanische Konzept der „Food Bank“, das seit 1993 in zahlreichen deutschen Orten als Tafel übernommen worden ist.

## „Asoziale“ im Nationalsozialismus
Die nationalsozialistische Terminologie definierte „Asoziale“ als Menschen, die die Gesundheit des „Volkskörpers“ unterminieren und den „gesunden“ und ökonomisch leistungsbereiten Angehörigen der „Volksgemeinschaft“ die knappen Ressourcen wegnehmen, ohne selbst Leistungen für die „Volkswirtschaft“ zu erbringen. Als synonym zu „asozial“ galt die Bezeichnung „gemeinschaftsfremd“. Unterschieden wurde zwischen „fremdrassigen“ „Asozialen“, als welche kollektiv Roma und Sinti galten, und „deutschblütigen“ Angehörigen der Mehrheitsbevölkerung, die in zahlreiche Gruppen kategorisiert wurden, die sich zum Teil überschnitten: soziale Gruppen wie „Arbeitsbummelanten“, Fürsorgeempfänger, jenische Landfahrer, Obdachlose, Bettler, Prostituierte, Homosexuelle, psychosoziale Gruppen wie Suchtkranke (z. B. Alkoholiker), „Müßiggänger“, „Querulanten“, Unangepasste (z. B. Swingjugend) und andere.
Roma und Sinti wurden sowohl aus ethnisch-rassistischen als auch aus rassehygienischen Gründen ausgeschlossen, die Randgruppen der deutschen Mehrheitsbevölkerung aus rassehygienisch-bevölkerungssanitären Motiven.
Eine erste massive reichsweite Maßnahme gegen Wohnungslose und Bettler initiierte das Reichsministerium für Volksaufklärung und Propaganda im September 1933. In Großrazzien, die in aller Offenheit von Polizei und SA durchgeführt wurden, wurden Tausende verhaftet. Ziel war, in einer möglichst öffentlichwirksamen Weise die Mehrheitsbevölkerung positiv vom Kampf gegen „Nichtstuer“ und „Schmarotzer“ zu beeindrucken, die Angehörigen „asozialer“ Gruppen einzuschüchtern und die private Spendenbereitschaft auf das gerade eingerichtete Winterhilfswerk zu konzentrieren.
In den folgenden Jahren bis etwa 1938 lag die Initiative zu Aktivitäten gegen marginalisierte und subproletarische Bevölkerungsminderheiten weitgehend bei den Kommunen und dort vor allem bei den Wohlfahrts- und sonstigen Fürsorgeeinrichtungen, die mit zahlreichen einschränkenden Maßnahmen und Schikanen Berechtigte an der Wahrnehmung ihrer sozialen Rechte hinderten. Seit 1934 entstanden in den Kommunen „Arbeitsfürsorgelager“.
Gemäß dem Grunderlass zur „Vorbeugenden Verbrechensbekämpfung“ vom 14. Dezember 1937 konnte, wer „ohne Berufs- und Gewohnheitsverbrecher zu sein, durch sein asoziales Verhalten die Allgemeinheit gefährdet“, im Zuge kriminalpolizeilicher Vorbeugehaft in ein Konzentrationslager eingewiesen werden.
1938 wurden in mehreren Verhaftungswellen, darunter der „Aktion Arbeitsscheu Reich“, im April und im Juni 1938 mehr als 10.000 „fremdrassige“ Roma, Sinti und Juden sowie Angehörige zahlreicher „deutschblütiger“ Gruppen als „Asoziale“ ins KZ Buchenwald, KZ Dachau, KZ Mauthausen, KZ Sachsenhausen und weitere Konzentrationslager verschleppt. Sie mussten dort zur Kennzeichnung einen schwarzen Winkel tragen.
Ab 1940 wurden sogenannte Arbeitserziehungslager errichtet, in denen nun nicht mehr nur angeblich oder tatsächlich nicht arbeitende, sondern unzureichend arbeitende Menschen inhaftiert wurden. Ein nicht geringer Teil der Arbeitskräfte überlebte die meist mehrwöchige, vor allem der Abschreckung dienende Haft nicht. Viele der dort als „Arbeitssaboteure“ Inhaftierten waren ausländische, vor allem aber sowjetische und polnische Zwangsarbeiter.
Ab Ende Februar 1943 wurden Tausende von Sinti und Roma – in der NS-Diktion „Zigeuner“ und „Zigeunermischlinge“ – im Anschluss an den himmlerschen „Auschwitz-Erlass“ vom 16. Dezember 1942 als „geborene Asoziale“ in das „Zigeunerfamilienlager“ in Auschwitz-Birkenau deportiert, das nur wenige überlebten.
„Im Gegensatz zu anderen als ‚Asozial‘ bezeichneten Menschen blieb den Sinti und Roma im Nationalsozialismus keine Chance der Integration. Ein nichtzigeunerischer ‚Arbeitsscheuer‘ konnte unter Umständen sein Verhalten ändern, sich im Sinn von Fürsorgebehörden und Kriminalpolizei ‚bessern‘ … Sinti und Roma dagegen blieben ‚Zigeuner‘ oder ‚Zigeunermischlinge‘, unabhängig vom jeweiligen Verhalten im Arbeitsprozeß.“

## „Asoziale“ und Wiedergutmachung nach 1945 in Deutschland
Die Stigmatisierung der Angehörigen dieser Gruppen setzte sich nach dem Zusammenbruch des Nationalsozialismus fort. Die abwertenden Vorstellungskomplexe blieben im Alltagsdenken, in der Politik, in der Rechtsprechung, in der Wissenschaft vital und weit über 1945 hinaus z. T. bis heute wirksam. Selbst in den Verfolgtenverbänden, und zwar sowohl der DDR wie auch der Bundesrepublik, wurden „Asoziale“ abgelehnt und diffamiert (Raul Hilberg: „vornehmlich Gewohnheits- und Sexualverbrecher“). Da das bundesdeutsche Entschädigungsrecht nur Verfolgung aus politischen, rassischen, religiösen oder weltanschaulichen Motiven anerkannte, fielen „Asoziale“ anders als in der DDR grundsätzlich aus jeder Entschädigung heraus. Bis in die 1960er Jahre galt das trotz offenkundig rassischer Verfolgung selbst für Sinti und Roma, die bis dahin in aller Regel von Leistungen zur „Wiedergutmachung“ ausgenommen waren, soweit man die oft Schriftunkundigen nicht mit der Vergabe kleiner Einmalbeträge zu Verzichtserklärungen veranlasst hatte. Zudem mussten die Geschädigten fürchten, als solche bekannt zu werden und erneut öffentlicher Verurteilung ausgesetzt zu sein.
Erst seit den 1980er Jahren eröffnete eine weitere Auslegung des Begriffs von „Rassismus“ durch die Politik eingeschränkte Möglichkeiten des Zugangs zu Entschädigungen für Angehörige einiger Teilgruppen der „Asozialen“. Bis heute steht aber eine umfassende materielle und ideelle Anerkennung dieser Form nazistischer Verfolgung aus.